# Tri Hita Karana

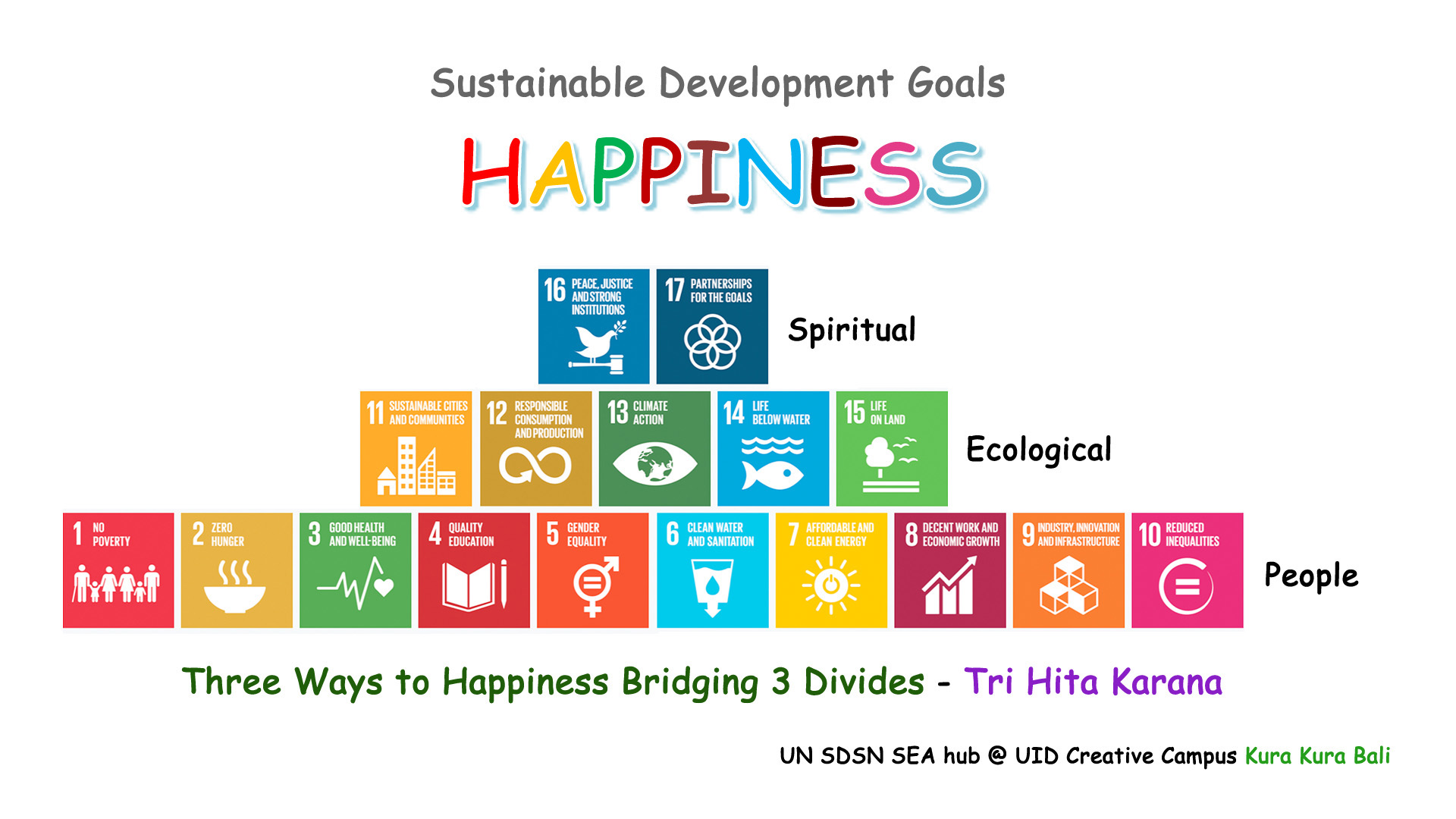
Illustration du Tri Hita Karana reprenant les objectifs de développement durable.

Tri Hita Karana est une philosophie traditionnelle de la vie sur l'île de Bali, en Indonésie. La traduction littérale est à peu près le "trois causes de bien-être" ou "trois raisons de la prospérité."
Les trois causes visées dans le principe sont les suivantes :
1. L'harmonie entre les humains
2. L'harmonie avec la nature ou de l'environnement
3. L'harmonie avec Dieu